# براندي كارلايل
براندي كارلايل (بالإنجليزية: Brandi Carlile)‏ مواليد 1 يونيو 1981 في واشنطن، واشنطن، الولايات المتحدة، هي مغنية وكاتبة غنائية وموسيقية أمريكية بدأت مسيرتها الفنية عام 2004. أصدرت 6 ألبومات منها (The Story, Give Up the Ghost).

## الحياة الشخصية
كارلايل ولدت في 1 يونيو 1981، في ولاية واشنطن في بلدة ريفينسديل التي تَبعُد مسافة 40 عن سياتل. وعاشت في منزل وحيد في غابة، وكانت تَلعب في بناء الحصون وعزف الموسيقى مع أخوها جاي وأختُها تيفاني. كانت والدة براندي مُغنية، لكن إعتمدت براندي على نفسها بتعلم الغناء، وبدأت الغِناء على مَسرح البلدة وهي بعُمُر 8 سنوات.
في سن الثامنة قامَت بأداء أغنِية Tennessee Flat Top Box لجوني كاش مع أُمِها تيريزا. وبدأت بالعَزف على الغيتار وكتبت كلمات أغاني وهي بعُمُر 15 سنة. وهي بعُمر 16 سنة أصبحت مُغنية إحتياطية لمُنتحل شخصية ألفيس. وشُخصت حالة براندي بأنها مُصابة باضطراب نقص الانتباه مع فرط النشاط، كما أنها تسربت من المدرسة لمُمارسِة مهنة الغناء.

### التوجه الجنسي
أثناء مُقابلة أعلَنَت براندي أنها مثلية الجنس. في يونيو 2012 أعلنت أنها كانت مخطوبة لكاترين شبرد. وقد تزوجا في بوسطن في 15 سبتمبر 2012 وفي يونيو 2014 رحبوا بإبنتهم الأولى واسمُها إيفانجلين روث.

## وصلات خارجية
- براندي كارلايل على موقع IMDb (الإنجليزية)
- براندي كارلايل على موقع ميوزك برينز (الإنجليزية)
- براندي كارلايل على موقع رولينغ ستون (الإنجليزية)
- براندي كارلايل على موقع إن إن دي بي (الإنجليزية)
- براندي كارلايل على موقع أول ميوزيك (الإنجليزية)
- براندي كارلايل على موقع ديسكوغز (الإنجليزية)
- براندي كارلايل على موقع قاعدة بيانات الفيلم (الإنجليزية)

- الموقع